# ATRACO FC
L'ATRACO FC fou un club de futbol de Ruanda de la ciutat de Kigali. Va desaparèixer el 2011.
Els seus colors són el groc i el verd.

## Palmarès
- Lliga ruandesa de futbol:[4]
  - 2008
- Copa ruandesa de futbol:[5]
  - 2009
- Copa CECAFA de clubs de futbol:
  - 2009